# Allard Motor

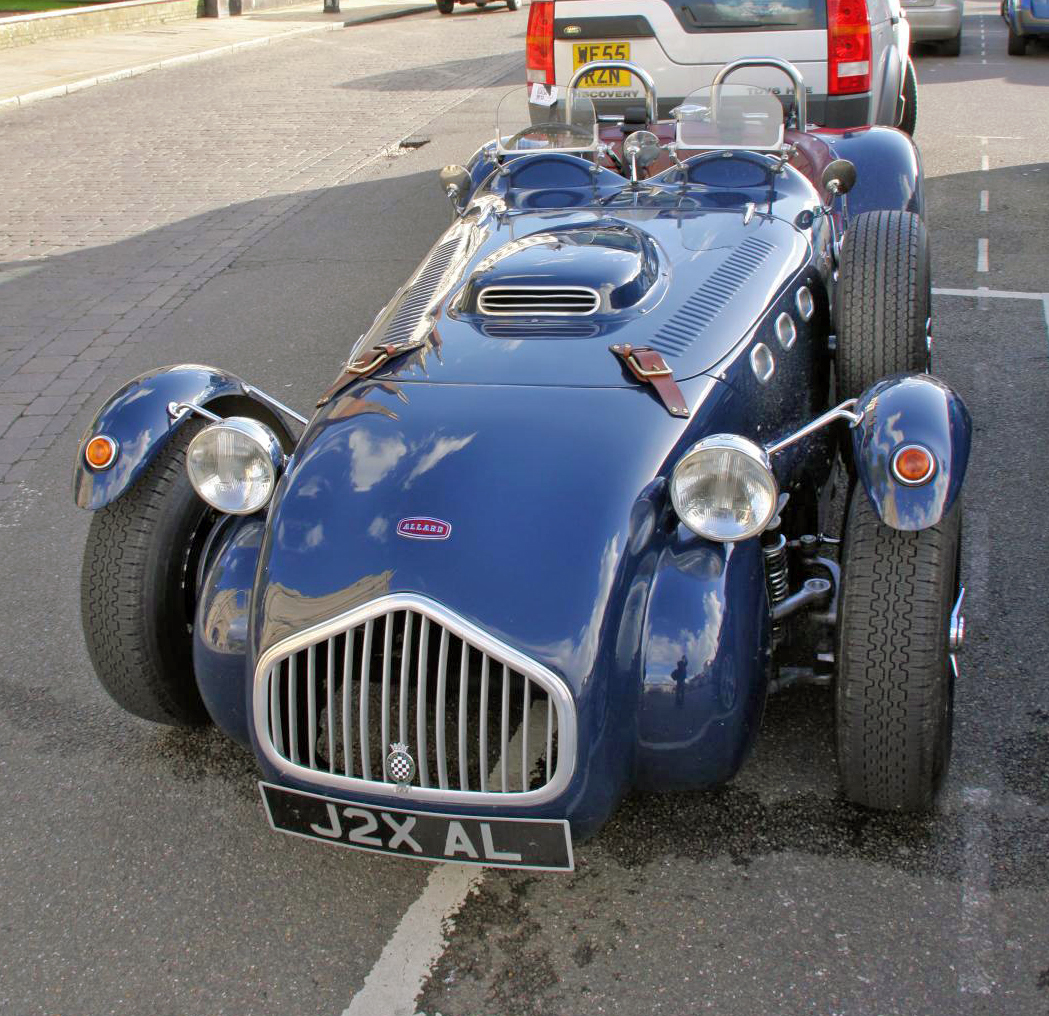
Allard J2 X2

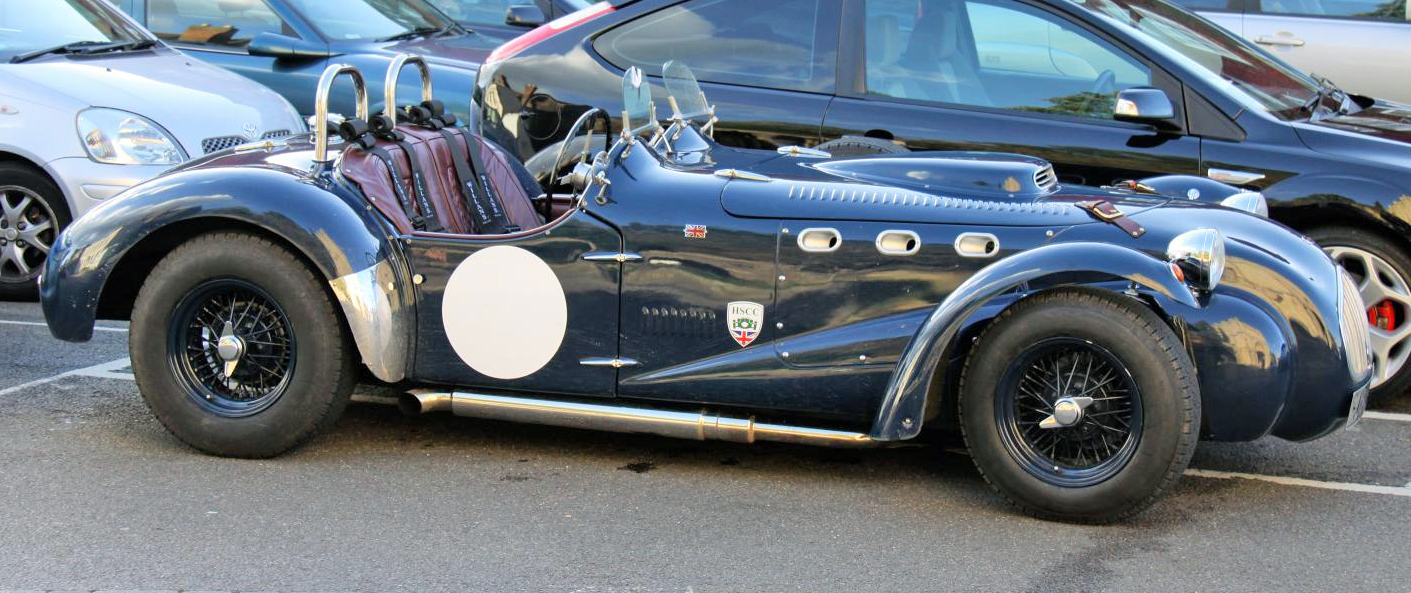
Seitenansicht

Allard Motor Co. war ein kanadischer Hersteller von Automobilen.

## Unternehmensgeschichte
Das Unternehmen hatte seinen Sitz in Mississauga und stand in Verbindung mit A.H.A. Manufacturing Co. Ltd., die Karosserien und Stretch-Limousinen herstellte. 1981 begann die Produktion von Automobilen und Kit Cars. Der Markenname lautete Allard. Alan Allard, Sohn von Allard-Gründer Sydney Allard, vertrieb die Fahrzeuge in Europa. Laut einer Quelle endete die Produktion im gleichen Jahr. Eine andere Quelle gibt kein Auflösungsjahr an.

## Fahrzeuge
Das einzige Modell J2 X2 war die Nachbildung des Allard J2X. Zunächst trieb ein V8-Motor von Chrysler mit 5200 cm³ Hubraum und Turbolader die Fahrzeuge an. Später kamen V8-Motoren von Ford mit 4948 cm³ Hubraum und 177 PS Leistung zum Einsatz. Die offene Karosserie bestand wahlweise aus Fiberglas oder Aluminium.